# Garakowa: Restore the World
Garakowa: Restore the World, conocido en Japón como Vitreous Flower & Destroy the World (ガラスの花と壊す世界 Garasu no Hana to Kowasu Sekai?, . "The Glass Flower and The Destroyed World"), es una película de ciencia ficción Japonés animada  producida por A-1 Pictures, dirigida por Masashi Ishihama y escrito por Fumihiko Shimo. Distribuida po Pony Canyon, la película fue publicada el 9 de enero de 2016, y fue transmitido en Crunchyroll el 16 de enero de 2016.

## Sinopsis
Dual y Dorothy son dos programas que residen dentro de la caja de la sabiduría. Su trabajo consiste en entrar en los diversos mundos que contienen los recuerdos de las personas a través de muchas líneas de tiempo, eliminando mundos que se infectan con el virus. Un día, se encuentran con Remo, una niña que ha perdido la memoria de quién es ella, que está en busca de algo que se conoce como la flor. Al tratar de averiguar quién es, Dual y Dorothy pasan tiempo con Remo, aprender a encontrar la alegría en varias cosas que normalmente piensan que carecer de sentido. Sin embargo, pronto comienzan a aprender no solo acerca del verdadero propósito de Remo, sino también el estado del mundo fuera de su caja.

## Personajes
- Remo (リモ Rimo?) Doblado por: Yumiri Hanamori[6]

- Dual (デユアル Deyuaru?) Doblado por: Risa Taneda[6]

- Dorothy (ドロシー Doroshī?) Doblado por: Ayane Sakura[6]

- Sumire (スミレ?) Doblado por: Ai Kayano

## Recepción
Theron Martin de Anime News Network dio a la película una calificación general de B, alabando el arte destacada trayectoria de la película y ternura, pero critica a la historia por no darse cuenta del potencial de sus tonos graves.